# 亲和力 (小说)
《亲和力》（德語：Die Wahlverwandtschaften），是歌德的小说，篇幅不大，常与《少年维特之烦恼》併成一本。
主要情节是女主人公（一位忧郁、细腻感伤的少女）爱上了婚姻貌合神离的姨丈（男主人公）。他们痛苦地彼此相爱，后被妻子（即少女的姨妈）发现。这时妻子也有了自己的意中人（一位上尉），但夫妻双方都还只是精神上的出轨而已。在婚姻即将结束的关口，一次聚会让分居已久的夫妻二人在酒醉中想象着彼此情人的模样而结合。妻子竟因此怀孕，丈夫不得不打消离婚的念头并外出以缓解愁苦的心境。
丈夫外出期间妻子生了一个男孩，出乎所有人意料的是孩子的长相与上尉犹如一个模子里刻出来的，而眼睛卻好像复制了这位少女的一般。虽然男主人公不久后回来了，因为孩子的出生，少女使自己压抑了对男主人公的爱。婴儿常被交给少女来照顾，一次她在湖上划船，婴儿不小心掉入了湖水毙命。小说对女主人公此刻心理、行为上的描写最详尽细腻。在极度的痛苦和内疚中，少女最终绝食而死。
死后的少女成了传奇，容貌如生，人们纷纷传说触摸她的人就能疾病痊愈。最后把棺材移到了大教堂。此篇小说所刻画的纯洁、细腻的女主人公和男女主人公之间心灵的沟通尤为动人。